# تلقین (فیلم)
تلقین (انگلیسی: Inception) یک فیلم اکشن علمی تخیلی به نویسندگی و کارگردانی کریستوفر نولان است که در سال ۲۰۱۰ منتشر شد. نولان تهیه‌کنندگی این فیلم را با همسرش، اما توماس، بر عهده داشته‌است. در این فیلم لئوناردو دی‌کاپریو نقش یک دزد حرفه‌ای را ایفا می‌کند که با نفوذ به ضمیر ناخودآگاه افراد، افکار آن‌ها را می‌دزدد. او، که در ایالات متحده تحت پیگرد قانونی است، با پیشنهاد پاک شدن سابقه‌اش در ازای یک کار که غیرممکن به نظر می‌رسد، روبه‌رو می‌شود: تلقین یک ایده به ضمیر ناخودآگاه یک شخص. کن واتانابه، جوزف گوردون لویت، ماریون کوتیار، الیوت پیج، تام هاردی، دیلیپ رائو، کیلین مورفی، تام برنگر و مایکل کین از گروه بازیگران فیلم هستند.
به‌گفتهٔ نولان، او ۱۰ سال بر روی فیلم‌نامه فکر می‌کرده‌است. مدتی پس از ساختن فیلم بی‌خوابی (۲۰۰۲)، نولان پیش‌نویس فیلم‌نامهٔ ۸۰ صفحه‌ای دربارهٔ «سارقان رؤیا» را نوشت که در ژانر وحشت و با الهام از رؤیای شفاف بود. او طرحش را به برادران وارنر ارائه کرد. اما احساس کرد که برای ساخت این فیلم به تجربهٔ بیشتری در کارگردانی احتیاج دارد. او این پروژه را موقتاً کنار گذاشت و بر روی فیلم‌های بتمن آغاز می‌کند (۲۰۰۵)، حیثیت (۲۰۰۶) و شوالیهٔ تاریکی (۲۰۰۸) کار کرد. او شش ماه بر روی فیلم‌نامهٔ فیلم کار کرد و برادران وارنر در فوریه ۲۰۰۹ آن را خرید. فیلم‌برداری تلقین ۱۹ ژوئن ۲۰۰۹ در توکیو آغاز شد و در ۲۲ نوامبر ۲۰۰۹ در کانادا به پایان رسید. فیلم‌برداری این فیلم در شش کشور از چهار قاره انجام شد. هزینهٔ تولید فیلم ۱۶۰ میلیون دلار بود که توسط وارنر برادرز و لجندری پیکچرز تأمین شد.
مراسم افتتاحیهٔ تلقین در ۸ ژوئیه ۲۰۱۰، در لندن برگزار شد و سپس در ۱۶ ژوئیه ۲۰۱۰ به صورت جهانی در سینماهای مرسوم و آی‌مکس به نمایش درآمد. این فیلم بیش از ۸۲۶ میلیون دلار در جهان فروخت و به چهارمین فیلم پرفروش سال ۲۰۱۰ بدل شد. تلقین به‌عنوان یکی از بهترین فیلم‌های دههٔ ۲۰۱۰ در نظر گرفته شده‌است و به‌دلیل فیلم‌نامه، کارگردانی، موضوعات، سکانس‌های اکشن، جلوه‌های بصری، موسیقی و نقش‌آفرینی گروه بازیگران مورد تحسین منتقدان قرار گرفت. این فیلم چهار جایزهٔ اسکار در دسته‌بندی بهترین فیلم‌برداری، بهترین تدوین صدا، بهترین صداگذاری و بهترین جلوه‌های تصویری کسب کرد و در دسته‌بندی بهترین فیلم، جایزه اسکار بهترین فیلم‌نامه غیراقتباسی، طراحی صحنه و بهترین موسیقی فیلم نیز نامزد شده بود.

## داستان فیلم
دام کاب (لئوناردو دی‌کاپریو) یک دزد ماهر در استخراج اسرار ارزشمند مورد نیاز سازمان‌های جاسوسی و شرکت‌های تجاری و چندملیتی است. توانایی او در این است که هنگامی که دیگران در خواب هستند و ذهنشان در آسیب‌پذیرترین وضعیت است، اسرار کلیدی آنان را از درون رویاهایشان ربوده و در دنیای بیرون از خواب، این اسرار را به خریداران متقاضی عرضه می‌کند. او یک گروه چیره‌دست از روان‌کاوان و معماران زبردست دارد که همراه او مخفیانه وارد خواب‌های دیگران شده و سعی در کشف و ربودن اطلاعات دارند.
سایتو (کن واتانابه) یک سرمایه‌دار بزرگ ژاپنی است که به دنبال حذف رقیبان تجاری خود، به‌خصوص خانوادهٔ رابرت فیشر (کیلین مورفی) است. سایتو خود قبلاً مورد هجوم ناموفق تیم آقای کاب قرار گرفته بود و از توانایی آن‌ها در شگفت است، پیشنهاد یک مأموریت ظاهراً ناممکن را به آقای کاب می‌دهد، و آن این است که به جای این که اسرار ذهن رابرت فیشر جوان را بدزدند، یک اندیشه را درون ذهن ناخودآگاه آقای فیشر بکارند و آن، اندیشهٔ متلاشی ساختن شرکت خودش و پدرش موریس فیشر (پیت پاستویت) بعد از مرگ پدرش است. سایتو در عوض قول می‌دهد که با نفوذی که در آمریکا دارد، کاب را از روی لیست سیاه دولت آمریکا بردارد، تا او بتواند به آمریکا بازگشته و دو فرزند خویش را دوباره ببیند. کاب می‌پذیرد.
در روند فیلم هنگامی که کاب و آرتور در حال انتخاب و جمع‌آوری اعضای تیمشان هستند، بیننده متوجه می‌شود کاب به اتهام قتل همسر سابقش مال (ماریون کوتیار) در آمریکا تحت تعقیب است، در حالی که کاب به آریادنی (اليوت پیج) توضیح می‌دهد که مال خودکشی کرده‌است، زیرا این ایده که «دنیای حقیقی نیز واقعیت ندارد و باید با خودکشی از آن بیدار شد»، او را به مرز جنون کشیده بود.
سایتو، کاب، آرتور و تیم منتخبشان (یک معمار که فضای خواب را می‌سازد، یک شیمیدان که وظیفهٔ بیهوشی را بر عهده دارد، و یک جاعل هویت که قدرت تغییر چهره در خواب را دارد) جمعاً شش نفر، در یک برنامهٔ از قبل طراحی شده با استفاده از یک داروی بسیار قوی خواب‌آور، وارد خوابِ رابرت فیشر می‌شوند تا اندیشهٔ جدید را در ذهن او بکارند. اما آن چیزی که از آن خبر ندارند این است که رابرت فیشر از قبل در اصول محافظت از ضمیر ناخودآگاهِ خود تعلیم دیده بوده‌است، و لذا مقاومت سرسختانه‌ای از خود در خوابش به نمایش می‌گذارد. این مقاومت به صورت مقاومت مسلحانه در خیابان‌های لس آنجلس در خوابِ فیشر متجلی می‌شود. سایتو در این میان تیر می‌خورد و مجروح می‌شود، و مأموریت در خطر شکست قرار می‌گیرد، یعنی ضمیر ناخودآگاه فیشر تقریباً موفق به حذف عوامل غیر بومی از خواب خود می‌شود. اما در همین موقع، کاب برای این که موفق شود اندیشه را در ذهن فیشر با موفقیت بکارد، و همچنین از مرگ اعضای گروهش و تبعید اجباری همه به برزخ جلوگیری کند، مجبور می‌شود که خودش و بقیه را به یک لایه پایین‌تر بفرستد: یعنی در خوابِ فیشر همگی به خواب روند، و در آن رؤیای درونِ رؤیا، با داشتن زمانی بیشتر آن عملیات را ادامه دهند.
در آن رؤیا (لایهٔ دوم)، که در یک هتل رخ می‌دهد، کاب این بار برای این که فیشر به چیزی شک نبرد، با او از در دوستی وارد شده و او را متقاعد می‌کند که دارد خواب می‌بیند، و این که دزدانی ماهر سعی در ربودن رمز گاوصندوق پدرش (که در آن وصیت‌نامه‌ای نیز برایش گذاشته شده) دارند. کاب فیشر را فریب داده و او را متقاعد می‌کند که از راه خواب دیدن می‌تواند وصیت‌نامه پدرش (که در واقع اندیشهٔ آغازگر یا تلقینی است که کاب آماده کرده‌است) را دیده و قبل از دزدان به آن برسد؛ بنابراین هر دو (و بقیهٔ تیم به‌طور ناشناس) باز به خواب می‌روند تا فیشر وصیت پدر خود را در خوابِ جدید ببیند (یعنی لایهٔ در واقع سوم).
در لایه سوم (که در کوهستانی اتفاق می‌افتد)، فیشر تیر می‌خورد و می‌میرد، همچنین سایتو نیز به دلیل مجروحیتی که در مرحله اول خواب پیدا کرده بود در لایه سوم خواب وضعیت وخیمی پیدا می‌کند و در شرف مرگ قرار می‌گیرد. در این وضعیت کاب و آریادنی، برای بازگرداندن فیشر از مرگ به لایه سوم، وارد لایهٔ چهارم می‌شوند در حالی که کاب می‌داند در این لایه اسیر مؤلفهٔ همسر متوفای خود خواهد شد. مال که تصویری از همسر مردهٔ کاب است، از کاب می‌خواهد تا در همان لایه بماند و به قولی که روزی به او داده بوده (زندگی مشترک تا ابد) وفا کند در عوض به آریادنی و فیشر اجازه می‌دهد که از مرحله چهارم خواب خارج شوند. در این بین کاب به مال توضیح می‌دهد (یا در واقع به ضمیر ناخودآگاه خودش توضیح می‌دهد، زیرا مال واقعی مرده‌است و این مال ساختهٔ ضمیر ناخودآگاه کاب است) که هرگز نمی‌تواند با او زندگی کند، زیرا همواره عذاب وجدان خواهد داشت به این خاطر که خودش (کاب) این ایده را در ذهن مال تلقین کرده‌است که «دنیا واقعیت ندارد و باید از آن با خودکشی بیدار شد». او این ایده را در ذهن مال تلقین کرده بود زیرا از زندگی در دنیای خیالی در خواب خسته شده بود ولی مال به این زندگی علاقه داشت پس کاب راهی پیدا کرد که مال به بیدار شدن رضایت بدهد، اما هرگز تصور نمی‌کرد که اگر مال با این ایده بیدار شود هرگز نمی‌تواند از آن رهایی پیدا کند. پس در واقع دلیل خودکشی کردن مال، تلقین ایده از طرف کاب بود.
کاب که حدس می‌زند سایتو اکنون در لایه سوم مرده‌است، برای پیدا کردن او در لایه چهارم می‌ماند اما آریادنی را مجبور به سقوط (فرایندی که موجب بیدار شدن از خواب می‌شود) می‌کند.
نهایتاً همگی (به غیر از سایتو و کاب) از لایه سوم خارج و به بالا (لایه اول) بازمی‌گردند. اما کاب در جستجوی سایتو، آنجا (در لایه سوم و چهارم) می‌ماند، و به نظر می‌رسد که راه فراری به بیرون از آن رؤیاها ندارد. در صحنهٔ نهایی فیلم، کاب (با چهره‌ای کهولت‌دار) با سایتو (در سنین پیری) درون یک کاخ مکدّر اما زیبا با معماری سنتی ژاپنی دیدار می‌کند، و کاب به او می‌گوید که به یاد بیاورند که زمانی دور، هر دو به این دنیا وارد شدند، و این دنیا در واقع یک رؤیا است. یکی از خواص رؤیاها در این فیلم این است که بینندگانِ درون خواب، به راحتی گذشته خود را فراموش می‌کنند، و لذا فراموش می‌کنند که در رؤیا هستند، ویا از کجا آمده‌اند. سایتو تپانچه‌ای را بلند می‌کند، اما فیلم نشان نمی‌دهد که با آن چه می‌کند.
ناگهان کاب خود را بیدار (در لایهٔ ظاهراً صفر و بیرون از خواب) می‌یابد و همه چیز را پایان‌یافته می‌بیند: کاب و سایتو طوری به یکدیگر نگاه می‌کنند که انگار بعد از قرنی از خواب بیدار شده‌اند، سپس سایتو یک تماس تلفنی برقرار می‌کند تا سابقهٔ کاب را از لیست سیاه دولت آمریکا پاک کند. پدر مالوری (بازیگری مایکل کین) در فرودگاه بین‌المللی لس‌آنجلس به استقبال او آمده و او را به نزد نوه‌هایش (فرزندان خردسال کاب و مالوری) می‌برد. در آن منزل، کاب، که هنوز باور ندارد که دارد به دیدار بچه‌هایش می‌رود، فرفره را روی میز انداخته و به چرخش درمی‌آورد، انگار شک دارد در دنیای واقعی است. اما هنگامی که فرزندانش را می‌بیند، فرفره را به همان حال رها کرده و به سمت آن‌ها می‌رود. اما در واقع معلوم نمی‌شود که او در رؤیا به سمت فرزندانش می‌رود یا در واقعیت.

## بازیگران

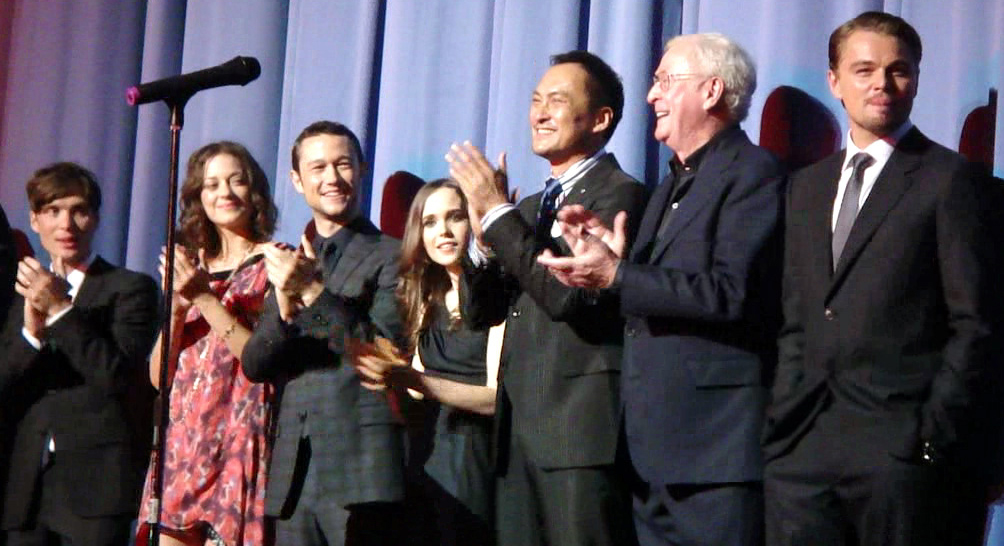
بازیگران فیلم در شب افتتاح فیلم.

- لئوناردو دی‌کاپریو در نقش دام کاب، دزدی حرفه‌ای که با ورود به رؤیای افراد، اسرار آن‌ها را می‌دزدد. دی‌کاپریو اولین بازیگری بود که به این فیلم پیوست.[۲۰] نولان چندین سال به دنبال کار با این بازیگر بود، ولی تا سرآغاز موفق نشده بود.[۲۱] به گزارش هالیوود ریپورتر، برد پیت و ویل اسمیت از گزینه‌های دیگر بازی در این نقش بوده‌اند.[۲۲]
- تام هاردی در نقش ایمز، یکی از همکاران کاب که تخصصش در جعل هویت است.
- اليوت پیج در نقش آریادنی، فارغ‌التحصیل رشتهٔ معماری از دانشگاهی در فرانسه که به عنوان معمار خواب به گروه می‌پیوندد.
- جوزف گوردون-لویت در نقش آرتور، همکار کاب که در عملیات‌ها نقش مدیریت و تحقیقات را بر عهده دارد.
- کن واتانابه در نقش سایتو، تاجری ژاپنی که کاب را برای مأموریتی استخدام می‌کند.
- دیلیپ رائو در نقش یوسف، شیمیدان گروه که داروهای بی‌هوشی می‌سازد.
- کیلین مورفی در نقش رابرت مایکل فیشر، وارث امپراتوری تجاری پدرش که هدف تیم می‌باشد.[۲۳]
- تام برنگر در نقش پیتر براونینگ، پدرخواندهٔ رابرت فیشر و از مدیران کمپانی فیشر.
- ماریون کوتیار در نقش مال؛ همسر متوفای کاب.
- پیت پاستویت در نقش موریس فیشر، پدر رابرت فیشر و صاحب کمپانی فیشر.
- مایکل کین در نقش پروفسور استیون میلز و پدرزن آقای کاب.
- لوکاس هاس در نقش نش
- تلولاه ریلی در نقش زنی که در رؤیا و در کافه به فیشر شماره داد و در آسانسور به ایمز تبدیل شد.

## بازخورد

### گیشه
| فیلم  | تاریخ انتشار | فروش در گیشه     | فروش در گیشه     | فروش در گیشه     | رتبه جهانی فروش                   | رتبه جهانی فروش         | بودجه            | منبع   |
| فیلم  | ایالات متحده | آمریکای شمالی    | بین‌المللی        | جهانی            | در ایالات متحده (در تمام دوران‌ها) | جهانی (در تمام دوران‌ها) | بودجه            | منبع   |
| ----- | ------------ | ---------------- | ---------------- | ---------------- | --------------------------------- | ----------------------- | ---------------- | ------ |
| تلقین | ژوئیه ۲۰۱۰   | ۲۹۲٬۵۷۶٬۱۹۵ دلار | ۵۳۲٬۹۵۶٬۵۶۹ دلار | ۸۲۵٬۵۳۲٬۷۶۴ دلار | ۵۲                                | ۳۹                      | ۱۶۰٬۰۰۰٬۰۰۰ دلار | [ ۲۴ ] |

تلقین به دو صورت معمولی و آی‌مکس در ۱۶ ژوئیه ۲۰۱۰ اکران شد. فرش قرمز فیلم در ۸ ژوئیه ۲۰۱۰ در لندن برگزار شده بود. در ایالات متحده و کانادا ۳٬۷۹۲ سینما به صورت معمولی و ۱۹۵ سینما به صورت آی‌مکس این فیلم را اکران کردند. این فیلم در اولین روز اکرانش ۲۱٫۸ میلیون دلار فروخت و در ۱٬۵۰۰ نقطه اکران نیمه‌شب داشت. در اولین آخرین هفته این فیلم ۶۲٫۷ میلیون دلار فروخت و در رتبه ۱ جدول فروش قرار گرفت. تلقین در جدول فروش اولین آخر هفتهٔ فیلم‌هایی که دنباله، بازسازی یا اقتباسی نیستند، بعد از آواتار (با ۷۷ میلیون دلار فروش) در رتبهٔ دوم قرار گرفت. این فیلم در هفتهٔ دوم و سوم اکرانش به ترتیب با فروش ۴۲٫۷ میلیون دلار و ۲۷٫۵ میلیون دلاری در صدر جدول فروش بود، تا این که در هفتهٔ چهارم فیلم اون‌یکی‌ها این فیلم را به رتبه دوم فرستاد.

### واکنش منتقدین
راتن تومیتوز بر اساس نظرات ۳۳۱ منتقد، نوشت که ۸۶٪ از آن‌ها نظر مثبت راجع به فیلم داشته‌اند و به صورت میانگین نمرهٔ ۸٫۱ از ۱۰ به آن داده‌اند. این وبسایت همچنین اعلام کرد که بر اساس اجماع منتقدین: «تلقین تیزهوشانه، نوآور و دلهره‌آور است و بلاک‌باستری کمیاب است که هم در گیشه و هم از نظر فکری موفق بوده‌است.» متاکریتیک بر اساس نظرات ۴۲ منتقد به این فیلم نمرهٔ ۷۴ از ۱۰۰ داد و نظرات را «عموماً مثبت» توصیف کرد. سینمااسکور که در هفتهٔ اول اکران فیلم‌ها، از بینندگان نظرسنجی می‌کند، اعلام کرد که مردم به‌طور میانگین به این فیلم نمرهٔ +B داده‌اند.
این فیلم عموماً نظرات مثبت منتقدان را به دنبال داشت. پیتر ترورس از رولینگ استون، تلقین را «یک بازی شطرنج مبتکرانه» خواند. جاستین چنگ از ورایتی، این فیلم را به عنوان «یک شاهکار قدرت» نامید. جیم ویوودا از آی‌جی‌ان فیلم را بی‌نقص خواند و در ادامه آن را «دستاوردی بی‌نظیر از فیلمسازی که فیلم به فیلم بهتر می‌شود» توصیف کرد. دیوید رورک از مجله رلونت این فیلم را بهترین دستاورد نولان خواند و گفت که «تلقین از لحاظ بصری، فکری و عاطفی یک شاهکار است.»
مجله امپایر در شمارهٔ اوت ۲۰۱۰، به این فیلم پنج ستاره داد و نوشت «انگار استنلی کوبریک یکی از آثار ویلیام گیبسون را ساخته‌است. نولان یک ایده غیراقتباسی ارائه داده‌است: به کشور ناشناخته خوش آمدید.»راجر ایبرت از شیکاگو سان-تایمز به این فیلم ۴ ستاره از ۴ داد و گفت «کل این فیلم در مورد سیر یک فرایند است؛ در مورد جنگیدن برای پیدا کردن راهتان، در میان لایه‌های پنهان واقعیت و رؤیا، واقعیت در رؤیا و رؤیا بدون واقعیت است. این نمایش یک شعبده نفس‌گیر است.»
مارک کرمد تلقین را بهترین فیلم سال ۲۰۱۰ نامید و گفت: «تلقین گواهی است بر این که مردم احمق نیستند، سینما آشغال نیست و امکان این که هنر و بلاک‌باستر با هم ترکیب شوند، وجود دارد.»
برخی منابع به تشابهات داستانی بین این فیلم و رؤیای زندگی عمو اسکروج اشاره کرده‌اند.

### جوایز
تلقین در فهرست ۱۰ فیلم برتر بیش از ۲۷۳ منتقد در سال ۲۰۱۰ قرار گرفت و در ۵۵ از آن‌ها دارای رتبهٔ ۱ بود. دومین فیلم پرتکرار در رتبه ۱ و ۲ این فهرست‌ها بعد از شبکه اجتماعی بود و به همراه شبکه اجتماعی، قوی سیاه و سخنرانی پادشاه از تحسین‌شده‌ترین فیلم‌های سال ۲۰۱۰ بود.
در بخش‌های فنی، این فیلم جوایز بسیاری را برد از جمله جایزه اسکار بهترین فیلم‌برداری، بهترین تدوین صدا، بهترین میکس صدا و بهترین جلوه‌های ویژه و جایزه بفتای بهترین طراحی صحنه، بهترین جلوه‌های ویژه و بهترین صداگذاری را دریافت کرد.

## احتمال ساخت دنباله
وقتی از نولان در مورد احتمال ساخت دنباله برای این فیلم سؤال شد، وی پاسخ داد «سؤالی نیست که بلافاصله به آن پاسخ نه بدهم، ولی موضوعی هم نیست که خیلی راجع به آن فکر کرده باشم.» تام هاردی اعلام کرد که او و دیگر بازیگران فیلم، برای یک دنبالهٔ احتمالی قرارداد امضا کرده‌اند، اما مطمئن نیست که این اتفاق می‌افتد یا نه.

## برای مطالعهٔ بیشتر
- Johnson, David Kyle; Irwin, William (2011). Inception and Philosophy: Because It's Never Just a Dream. John Wiley & Sons. ISBN 978-1-118-07263-9.
- Nolan, Christopher; Nolan, Jonathan (2010). Inception: The Shooting Script. Insight Editions. ISBN 978-1-60887-015-8.
- Crawford, Kevin Ray (2012), The Rhetorics of the Time-Image: Deleuzian Metadiscourse on the Role of Nooshock Temporality (viz. "Inception") in Christopher Nolan's Cinema of the Brain, ProQuest LLC

## نکته
1. ↑  ذکرشده با نام الن پیج؛ پیج در سال ۲۰۲۰ خود را یک ترنس‌جندر معرفی کرد.[۱]